# Tskhenistskali
Tskhenistskali (en géorgien : ცხენისწყალი, parfois transcrit Tskhenistsqali ou en deux mots Tskhenis Tsqali) est une rivière de géorgie septentrionale. Elle prend sa source dans le massif du Grand Caucase, dans la partie la plus orientale du district de Lentékhi, en Basse Svanétie. 
Affluent du Rioni, elle s'étend sur 184 km. 
Elle traverse les petites villes de Lentékhi et Tsaguéri et rejoint le Rioni près de Samtrédia.  